# Тройенфельд, Карл фон
Карл Фишер фон Тройенфельд (нем. Karl Fischer von Treuenfeld, 31 марта 1885, Фленсбург, Германская империя — 7 июня 1946, Аллендорф) — группенфюрер СС и генерал лейтенант войск СС.

## Биография
Теодор Фридрих Карл Фишер фон Тройенфельд (нем. Theodor Friedrich Karl Fischer von Treuenfeld) родился 31 марта 1885 года во Фленсбурге в весьма известной северогерманской дворянской семье. Его отец Альвин Феликс Фридрих Оскар фон Тройенфельд (1803—1889) — райхскоммиссар Морского управления во Фленсбурге и Тённинге, мать — Фридерике Эмма Хармс (1851—1919), уроженка известной любекской торговой семьи. Приставку «фон» Карл Тройенфельд взял с 19 сентября 1933 года, в честь своего деда (до этого именовался просто Карл Фишер-Тройенфельд).

### Первая мировая война
После окончания средней школы, в 1898, поступил в кадетский корпус. 18 августа 1904 года, получил звание лейтенанта. Участвовал в Первой мировой войне. В начале войны — адъютант лейб-гусарской бригады, в июне 1915 ранен шрапнелью на Восточном фронте, после лечения переведён в распоряжение генерального штаба. В декабре 1918 года уволен из армии в звании майора.

### CC
1 мая 1939 года Карл фон Тройенфельд вступает в ряды СС (СС-№ 323792). Сначала служит в кавалерийских (парадно-церемониальных) частях, затем, с началом Второй мировой войны, командует II-м батальоном связи VT в звании штурмбаннфюрер. В ноябре 1940 года, Тройенфельд становится бригадефюрером СС и генерал-майором войск СС. С 18 января по 30 апреля 1941 года является командующим войсками-СС «Норд-Вест» (Гаага). Затем назначается командиром 2-й пехотной бригады СС, вплоть до июля 1941 года.
С 5 января по 5 июля 1942 года Тройенфельд назначается командующим войсками СС «Бёмен унд Марен» (в протекторате). После покушения на Гейдриха 27 мая 1942 года, возглавил операцию по поимке двух диверсантов, убивших Гейдриха, но неудачно — диверсанты, блокированные в церкви, совершили самоубийство.
С 17 июля 1943 года Карл фон Тройенфельд выполнял функции командующего войсками СС на юге Украины. С 15 ноября 1943 года по 27 апреля 1944 года командовал 10-й моторизованной дивизией СС «Фрундсберг», позднее переименованную в 10-ю танковую дивизию СС «Фрундсберг». С 30 января 1944 года — группенфюрер СС и генерал-лейтенант войск СС. В апреле 1944 тяжело ранен при обороне Тарнополя.
С 27 июля по 25 октября 1944 года Карл фон Тройенфельд был командиром VI добровольческого (латвийского) корпуса СС. После этого его переводят в главное управление войск СС в FHA-СС, инспектором (инспектор In.6).

### После войны
Войну Карл фон Тройенфельд закончил в плену американцев.
7 июня 1946 года Карл Фишер фон Тройенфельд совершил самоубийство.